# 가오잉시
가오잉시(2000년 11월 8일 ~ )는 중국의 가수다. 2023년 The First Mini Album 《淡淡》로 데뷔했다.

## 방송
- 창조 101 (2018) - 17위

## 음반
- 淡淡 (2023)